# The Living Desert
The Living Desert (Brasil: O Drama do Deserto) é um filme-documentário estadunidense de 1953 dirigido e escrito por James Algar. 
Venceu o Oscar de melhor documentário de longa-metragem na edição de 1954.